# Убочиома, Мешак
Меша́к Изучу́кву Убочио́ма (англ. Meshack Izuchukwu Ubochioma; 29 ноября 2001) — нигерийский футболист, нападающий клуба «Залаэгерсег».

## Карьера
В январе 2020 года перешёл в «Залаэгерсег». Дебютировал в Национальном чемпионате в августе 2021 года в матче против «Фехервара».
В 2020 году отправлялся в аренду в клуб «Нафта» из Словении. Дебютировал в Первом дивизионе в матче против НК «Драва».